# Lynn Harold Loomis
 (janvier 2023).
Lynn Harold Loomis (25 avril 1915 - 9 juin 1994) est un mathématicien américain travaillant sur l'analyse. Avec Hassler Whitney, il découvre l'inégalité de Loomis-Whitney.

## Biographie
Loomis obtient son doctorat en 1942 à l'Université Harvard sous la direction de Salomon Bochner avec une thèse intitulée Some Studies on Simply-Connected Riemann Surfaces: I. The Problem of Imbedding II. Mapping on the Boundary for Two Classes of Surfaces. Après avoir terminé son doctorat, Loomis est professeur au Radcliffe College et à partir de 1949 à Harvard. À partir de 1956, il est membre de l'Académie américaine des arts et des sciences.

## Publications
- Introduction to Abstract Harmonic Analysis, Van Nostrand 1953 [2]
- avec Shlomo Sternberg Advanced Calculus, Addison-Wesley 1968 (révisé en 1990, Jones et Bartlett ; réimprimé en 2014, World Scientific) [3]
- Introduction to Calculus, Addison-Wesley 1975
- Calculus, Addison-Wesley 1974, 1982